# ریستو آلتونن
ریستو آلتونن (فنلاندی: Risto Aaltonen؛ ‏ ۱۶ مارس ۱۹۳۹ – ۸ مارس ۲۰۲۱) بازیگر، صداپیشه و کارگردان نمایش اهل فنلاند بود.
از فیلم‌هایی که وی در آن‌ها نقش داشته‌است، می‌توان به جنایت و مکافات، در راه عمواس و پهنه آبی اشاره نمود.